# Peperomia rubescens
Peperomia rubescens är en pepparväxtart som beskrevs av C. Dc.. Peperomia rubescens ingår i släktet peperomior, och familjen pepparväxter. Inga underarter finns listade i Catalogue of Life.